# Relations entre l'Azerbaïdjan et l'OCEMN
Les relations entre l'Azerbaïdjan et l'Organisation de coopération économique de la mer Noire remontent à 1992, date à laquelle l'Azerbaïdjan avait signé la déclaration du Sommet d'Istanbul et la déclaration du Bosphore.

## Histoire des relations
L'Azerbaïdjan est l'un des membres fondateurs de l'OCEMN. Depuis le 25 juin 1992, l'Azerbaïdjan collabore avec des États membres sur des questions liées au commerce, aux douanes, aux transports, à l'énergie, à l'environnement, à l'information et aux communications, à la science et à la technologie. 
En raison du conflit en cours dans la région du Haut-Karabakh, l'Azerbaïdjan a commencé à participer activement aux travaux de l'OCEMN après la déclaration de cessez-le-feu. Le président de l'Azerbaïdjan a assisté pour la première fois au sommet de l'OCEMN le 25 octobre 1996 et a signé la déclaration de Moscou. Le Président Heydar Aliyev a pris la parole à la conférence d’affaires intitulée « Nouvelles opportunités pour la région de la mer Noire » le 28 avril 1997 à Istanbul. Il a également participé à la réunion des chefs d'État des pays tenues à Yalta (1998) et à Istanbul (1999 et 2002). Au cours de ces événements, il a rencontré les présidents des États membres et discuté des relations mutuelles sur différentes questions. 
Au cours de la période 1992-2003, les relations entre l’OCEMN et l’Azerbaïdjan ont été plus consultatives, mais depuis 2003, elles se caractérisent par le développement de la coopération dans des domaines spécifiques. Les relations avec l'OCEMN se développent à un rythme lent car les conflits entre États membres (Azerbaïdjan-Arménie, Russie-Géorgie, Grèce-Turquie) et la crise économique ont affaibli les processus d'intégration interinstitutionnelle. 
Le président Ilham Aliyev a accepté le secrétaire général de l'OCEMN, Valeri Tchetchelachvili, en novembre 2003, les ministres de l'Éducation des États membres, en avril 2004, le secrétaire général, Tedo Djaparidze, en février 2006, Leonidas Chrysanthopoulos en juin 2006. Le 25 juin 2007, le président Ilham Aliyev préside au Sommet des chefs d’État des États membres de la BSEC consacré au 15e anniversaire de cette organisation. 
La délégation du Milli Majlis s'est rendue en Géorgie pour assister à la 42e réunion de l’Assemblée parlementaire de la coopération économique de la mer Noire en décembre 2013. Au cours de cette visite, la coopération élargie entre les États membres et l'amélioration de l'agriculture dans la région, causes du changement climatique mondial, ont été examinées.
En septembre 2013, la 41e réunion du Comité de l’Assemblée parlementaire de la coopération économique de la mer Noire sur l'économie, le commerce, la technologie et l'écologie s'est tenue à Gandja avec la participation de représentants de la Bulgarie, de la Géorgie, de la Roumanie, de la Russie, de la Serbie, de la Turquie, de l'Ukraine, et de la Grèce. Musa Guliyev est appointé président de l’Assemblée parlementaire de la coopération économique de la mer Noire sur l'économie, le commerce, la technologie et l'écologie.

## Vue d'ensemble des relations
L'Azerbaïdjan est représenté dans les organes connexes de l'OCEMN, comme dans le conseil d'administration et le conseil des gouverneurs de la Banque de développement et du commerce de la mer Noire.
Le secrétaire général de l’OCEMN est Asaf Hadjiyev, représentant de l'Azerbaïdjan depuis le 1er janvier 2015.
L'Azerbaïdjan a exercé les fonctions de coordinateur de pays du groupe de travail sur l'énergie (2005-2007), douane, science et technologie (2014-2016).
L'Azerbaïdjan participe au projet d'autoroute périphérique de la mer Noire visant à développer la région de la mer Noire et à renforcer la coopération entre les États membres.
Un forum de haut niveau sur l’attraction du secteur privé dans le développement de la chaîne agroalimentaire s’est tenu à Bakou en février 2014, organisé par le Conseil des entreprises de l’OCEMN, la Confédération nationale des organisations d’entrepreneurs d’Azerbaïdjan et la FAO, avec le soutien du Ministère de l’économie et du Ministère de l’agriculture. 

## Présidence de l'Azerbaïdjan
L’Azerbaïdjan assume la présidence de l’Organisation en mai 2003 ; à la fin de son mandat, la présidence azerbaïdjanaise a été reconduite pour la période suivante (octobre 2003 à avril 2004). L'Azerbaïdjan assure la présidence du 1er mai au mois de novembre 2009 conformément à la décision adoptée lors de la 20e réunion du Conseil des ministres des Affaires étrangères des 15 et 16 avril 2009.  Au cours de la présidence de l'OCEMN, l'Azerbaïdjan a organisé des réunions des ministres de l'énergie (18-19 septembre 2003), des transports (1-3 octobre 2003) et du tourisme (25-26 septembre 2003). L'Azerbaïdjan a par ailleurs accueilli les 9e et 11e réunions du Conseil des ministres des Affaires étrangères de l'OCEMN. La Serbie-et-Monténégro ratifie la Charte de l'OCEMN et en devient le 12e membre au cours de la présidence de l'Azerbaïdjan en 2004. 
Pendant la présidence, l'État azerbaïdjanais a également attaché une importance particulière à la simplification des échanges dans la région de la mer Noire et au développement des petites et moyennes entreprises. Les deux accords sur la simplification des formalités de visa pour les hommes d’affaires et les chauffeurs professionnels de la région et sur l’élimination des obstacles non tarifaires ont été examinés par divers groupes de travail de la BSECN afin de faciliter les échanges. L'Azerbaïdjan a également pris l'initiative d'organiser des réunions du groupe de travail sur les PME et des séminaires afin de développer les petites et moyennes entreprises dans la région et de discuter du rôle des États dans cette question. En outre, le projet relatif à l'amélioration de l'apiculture dans le Caucase a été mis en place.
Le manuel d'opérations pour le fonds de développement de projets a été adopté par le 10ème Conseil qui s'est tenu à Bakou le 30 avril 2004.  La première application PDF a été présentée à la réunion du groupe de travail sur les transports organisée à Bakou les 1er et 2 octobre 2003 et confirmée par le Conseil des ministres des Affaires étrangères à Bakou lors de leur réunion du 30 avril 2004.
Pendant la présidence de l'Azerbaïdjan, le Comité de pilotage du projet PDF a tenu sa première et ses deux réunions extraordinaires. Au cours de la période de coordination du Groupe de travail sur l’énergie, l’Azerbaïdjan a organisé des réunions avec les ministres de l’énergie et des transports. Les déclarations de Bakou ont été adoptées lors des deux réunions. D'autre part, afin de développer la coopération dans le tourisme, une conférence sur le potentiel touristique de la région de la mer Noire s'est tenue à Bakou le 25 septembre 2003, ainsi que des séminaires sur le tourisme dans différentes villes des États membres. En avril 2004, une réunion des ministres de l’éducation s’est tenue à Bakou avec l’appui du Centre international d’études de la mer Noire. À la fin de la réunion, la Déclaration de Bakou a été adoptée, mentionnant le développement futur de la coopération dans les domaines de l’éducation et de la science.